# La Ley
La Ley est un groupe de rock chilien, originaire de Santiago. Il est formé en 1987 à l'initiative du claviériste et guitariste Andrés Bobe (Paraíso Perdido) et de son ami le claviériste Rodrigo Aboitiz (Aparato Raro), initiant ainsi un nouveau projet auquel Beto Cuevas et Mauricio Claveria se joindront plus tard. Au décès d'Andrés Bobe, Pedro Frugone est recruté. La Ley se popularise en Amérique latine avec la sortie de son album Invisible (un million d'exemplaires vendus).

## Biographie
Le groupe commence avec Rodrigo Aboitiz, ancien membre du groupe Aparato Raro, et Andrés Bobe, jusqu'alors membre des groupes Paraíso Perdido, La Banda del Pequeño Vicio et plus tard Aparato Raro, où il rencontrera Rodrigo Aboitiz, et la chanteuse Shia Arbulu (ancien membre du groupe Nadie). Shia baptise le nouveau groupe La Ley, en référence à la chanson homonyme qui apparaît dans l'album La Ley del desierto / La Ley del mar du groupe espagnol Radio Futura, l'une des préférées de Bobe.
À ses débuts, La Ley devait être un groupe de musique techno, ayant des influences claires sur les nouveaux groupes britanniques tels que Duran Duran, Depeche Mode, The Cure et The Smiths. Bobe et Aboitiz connaissent à Carlos Fonseca, producteur musical de la scène chilienne, chargé de rendre possible la carrière de groupes tels que Los Prisioneros, et Apparatus Raro (l'ancien groupe d'Aboitiz). En 1988 ils réussissent à enregistrer une cassette EP pour EMI, intitulé La Ley, comprenant six morceaux, dont trois remixes.
En 1990, ils publient leur album intitulé Desiertos, avec Rodrigo Aboitiz et Andrés Bobe à la production. Après nombre d'années d'activité et de succès local et international, le groupe se sépare en 2005.
Le 18 octobre 2013, Beto Cuevas annonce le retour du groupe, pour se produire au Festival de Viña del Mar 2014. L'autre grande nouveauté est l'arrivée dans le groupe de Zeta Bosio, ex-membre de Soda Stereo. Le 29 janvier 2014, ils jouent devant près de 80 000 personnes à Mar del Plata, en Argentine. À la fin de 2015, le groupe annonce la tournée mondiale Adaptación pour 2016, 13 ans après son dernier album studio. Le vendredi 29 juillet 2016, ils annoncent sur Facebook leur deuxième séparation.

## Membres

### Derniers membres
- Beto Cuevas - chant, guitare (1988-2005, 2013-2016)
- Mauricio Clavería - batterie (1988-2005, 2013-2016)
- Pedro Frugone - guitare, chœurs (1994-2005, 2013-2016)
- David López - basse (2015-2016)

### Anciens membres
- Andrés Bobe[2] (†) - guitare, claviers, chant (1987-1994)
- Rodrigo « Coti » Aboitiz - secuencias, teclados, programación (1987-1991, 1994-1997)
- Lucía « Shía » Arbulú - chant (1988)
- Luciano Rojas - basse, claviers (1987-1999)
- Iván Delgado - chant (1988)[3]
- Archie Frugone - basse (2001-2005, 2014-2015)

## Discographie

### Albums studio
- 1989 : Desiertos
- 1991 : Doble opuesto
- 1993 : La Ley
- 1995 : Invisible
- 1998 : Vértigo
- 2000 : Uno
- 2003 : Libertad
- 2016 : Adaptación

### EP
- 1988 : La Ley
- 1994 : Cara de Dios

### Compilations
- 1994 : La ley de La Ley
- 2001 : La Ley MTV Unplugged
- 2002 : Grandes éxitos
- 2004 : Historias e histeria
- 2006 : Sound+Vision
- 2007 : Lo Esencial de La Ley
- 2014 : Retour

### Singles
- 1988 : La Luna (vinyle)
- 1988 : Sólo un juego (vinyle)
- 1988 : A veces (vinyle)
- 1988 : Sigueme (vinyle)
- 1988 : Angel (vinyle)
- 1988 : Buscandote (vinyle)
- 1990 : Desiertos (vinyle, cassette)
- 1990 : Que Va a suceder (vinyle, cassette)
- 1990 : Sad (vinyle)
- 1991 : Angie (vinyle)
- 1991 : Doble opuesto (vinyle)
- 1992 : Prisioneros de la piel (vinyle)
- 1993 : Autoruta / Si tú no estás aquí (vinyle)
- 1993 : Tejedores de ilusión (vinyle)
- 1993 : Tejedores de ilusión / I.L.U. (CD)
- 1994 : Cara de Dios
- 1995 : El Duelo
- 1995 : Día cero (CD)
- 1995 : Hombre (CD)
- 1996 : Cielo Market (CD)
- 1996 : 1-800 Dual (CD)
- 1997 : Fotofobia (CD)
- 1998 : Ví
- 1998 : Sed (CD)
- 1999 : Tanta ciudad
- 2000 : Aquí (CD)
- 2000 : Fuera de mí (CD)
- 2001 : Eternidad (CD)
- 2001 : Everytime / Siempre (CD, maxi single)
- 2001 : Verano espacial (CD, rare)
- 2001 : Paraiso (CD, rare)
- 2001 : Mentira (CD)
- 2001 : Intenta amar (CD)
- 2001 : El Duelo (avec Ely Guerra, CD)
- 2001 : Delirando (unplugged, CD)
- 2003 : Ámate y sálvate (CD)
- 2003 : Te necesito / Más allá (avec Amaral) (CD, maxi single)
- 2004 : Mi Ley (CD)
- 2004 : Mírate (CD)
- 2004 : Histeria (CD)
- 2005 : Bienvenido al anochecer (CD)
- 2014 : Olvidar (CD)
- 2014 : Sin ti (CD)
- 2016 : Ya no estás (CD)
- 2016 : Reino de la verdad (CD)

## Distinctions
- 2000 : meilleure interprétation vocale d'un groupe de rock (Premios Grammy Latinos) ; nommé
- 2000 : meilleure chanson de rock ; nommé
- 2000 : meilleur clip, pour Aquí ; nommé
- 2001 : meilleur album de rock latino (Grammy) ; gagné